# Grande Grotte
De Grande Grotte is een Franse grot in de gemeente Arcy-sur-Cure met prehistorische rotstekeningen die dateren uit het Gravettien.
Grotten met rotskunst zijn zeldzaam in het noorden van Frankrijk. Deze karstgrot maakt deel uit van een groter complex bestaande uit sites van menselijke bewoning en een andere grotten met rotskunst, zoals de Grotte du Cheval.
De rots is meer dan 500 meter diep en goed toegankelijk. Ze is al eeuwen bekend door haar formaties van stalactieten en stalagmieten. Pas in 1990 werden hier rotstekeningen ontdekt, die onzichtbaar waren onder eeuwenoude lagen kalkafzetting.
De rotskunst werd onderzocht door Dominique Baffier en Michel Girard. Zij slaagden erin de tekeningen onder de kalkafzettingen te fotograferen met infraroodgevoelige film. De kalkafzetting werd daarna zorgvuldig verwijderd en de tekeningen daaronder bleken erg goed geconserveerd. Dit is des te opmerkelijker omdat de rotswanden voor de ontdekking van de rotskunst te lijden hadden onder roetafzetting, het aanbrengen van graffiti en pogingen om de graffiti te verwijderen met een hogedrukreiniger en detergenten.
In de grot zijn verschillende dieren afgebeeld waarvan bijna de helft bestaat uit mammoeten.